# Dąbkowa Parowa
Dąbkowa Parowa – wieś w Polsce położona w województwie mazowieckim, w powiecie sierpeckim, w gminie Szczutowo. Ma status sołectwa.
| SIMC    | Nazwa                  | Rodzaj    |
| ------- | ---------------------- | --------- |
| 0578302 | Gajówka Dąbkowa Parowa | część wsi |

## Podział administracyjny
W latach 1975–1998 miejscowość administracyjnie należała do województwa płockiego.

## Demografia
Według spisu powszechnego z 1921 we wsi było 27 budynków i 184 mieszkańców. Wszyscy mieszkańcy podali narodowość polską. Wśród mieszkańców 167 osób było wyznania rzymskokatolickiego, 12 osób wyznania ewangelickiego i 5 innego chrześcijańskiego.
Według Narodowego Spisu Powszechnego (III 2011 r.) wieś liczyła 104 mieszkańców.